# 何基灃
何基灃（1898年—1980年1月20日），字芑蓀，男，直隸（今河北）藁城人。原国军将领，中华人民共和国政府官员。

## 生平

### 早年經歷
何在1923年於在保定陸軍軍官學校畢業后，參加馮玉祥部隊（即西北軍）。

### 中年經歷
1930年，西北軍於中原大戰失敗後解體，其一小部分退入山西南部，被國民政府改編為第二十九軍；1931年，何被派任第二十九軍第一〇九旅副旅長。
1933年春，赴喜峰口抗擊日軍，以戰功升為第一一〇旅旅長。
1937年盧溝橋事變前夕，率部駐守盧溝橋一帶，多次挫敗日軍。盧溝橋事變發生后，曾率部在盧溝橋奮起抗擊日軍侵略。8月初，何升任第七十七軍第一七九師師長。11月上旬，何基灃率部退守大名府，遭遇日軍圍攻，終因彈盡援絕而失守。何與部下撤退到南樂縣城後，拔槍自戕，幸得部屬及時搶救方得脫險。1938年，何經中國共產黨地下黨員连玉岗介紹，對中共及八路軍有較深刻認識。後在武漢經朋友的介紹，他會見了西北軍故舊，當時已是中國共產黨員的賴亞力，並通過賴亞力的協助於八路軍辦事處見到周恩來，然後由周安排於1938年2月秘密到達延安。在延安的1个月另5天期間，何與當時中共領導人毛澤東、劉少奇、朱德等人面談後申请加入共產黨。1938年回到五战区后被提拔为第77军副军长兼第179师师长。1939年11月，豫鄂边特委决定：根据何基沣在延安的申请及其后的表现，吸收他为中共特别党员。入党后，何基沣从第179师的薪饷中拿出1万元送给新四军。鄂西北省委委员、友军工作部部长项乃光在老河口叛变，供出了在西北军中的秘密党员，把五战区部队中共产党员和与共产党有联系的军官全部供出。蒋介石将何基沣调到重庆软禁一年零3个月。离渝后出任七十七军军长。行前，蒋介石特别赠他一把“中正”剑。
1939年1月被豫鄂边区特委批准為中國共產黨特别黨員。已成為共產黨員的他仍在部隊工作，同新四軍四師、五師建立了聯繫，為中共派遣打入國軍從事兵運的臥底，在新四軍向鄂、豫、皖等地的發展和建立大別山根據地過程中起了重要作用。
1948年淮海戰役，時任中華民國陸軍第三綏靖區副司令官的何基灃，和張克俠一起率第五十九軍全部，第七十七軍大部共兩萬多人於11月8日清晨在賈汪、台兒庄地區临阵發動贾汪事變，脫離國軍加入中國共產黨，直接导致国军黄百韬所部在奉命西撤途中遭到解放军粟裕所部阻截和合围，正式揭开淮海战役(徐蚌会战)帷幕。此后，先后擔任中國人民解放軍第三十四軍軍長、南京警備司令部司令員等職。

### 中华人民共和国成立后

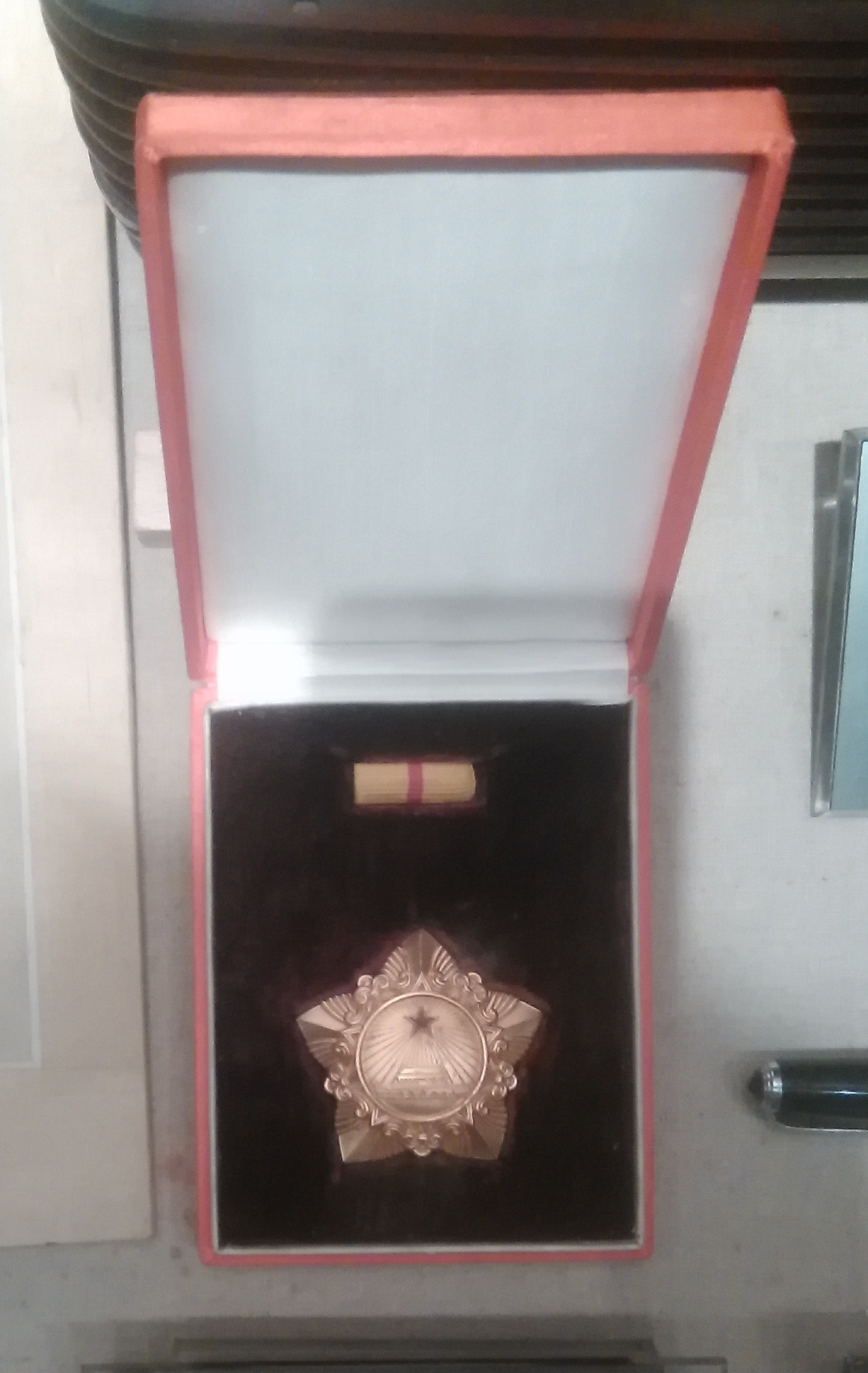
何基沣所获一级解放勋章

历任水利部副部長、國務院水土保持委員會副主任兼秘書長、農業部副部長等職。曾被選爲人大代表，被邀爲全國政協委員、常委。
1980年1月20日病逝于北京。他的骨灰則按照遺願，一半灑在盧溝橋畔，一半灑在當年的淮海戰場上。
從1939年算起，何秘密加入中國共產黨到1949年中共建国時黨齡本已达十年。但据悉当时周恩來曾對何說過一句話：「基灃同志，過去的事，就讓它作為黨的一個秘密吧！」，所以何直至去世也没有暴露其臥底身份。

## 參见
- 潛伏於中華民國國軍中的中共間諜列表